# 王壽福
王寿福（朝鲜语：／，1917年4月23日—2003年6月1日），朝鲜民主主义人民共和国歌手、演员、音乐教育家，活跃于20世纪朝鲜半岛乐坛。
王寿福于1933年以16岁之龄出道，成为朝鲜总督府治下首位妓生出身的大众流行歌手，凭借《不要哭泣》和《感叹》迅速成名。王寿福的音乐结合西方古典声乐与朝鲜民谣，深受民众喜爱。二战后，她北上并于1953年加入朝鲜中央广播委员会，1959年获授“朝鲜民主主义人民共和国功勋演员”称号。
王寿福在20世纪80年代后逐渐隐退，并于2003年因病逝世，终年86岁。

## 日占朝鲜时期
王寿福出生于日占朝鲜平安南道江东郡，自幼与母亲相依为命，成长于单亲家庭。她曾就读于名伦女子公立普通学校，但因家庭贫困而在12歲中途辍学。为谋生计，王寿福进入箕城妓生養成所学习舞蹈、歌唱等技艺。完成培训后，她以妓生身份步入社会，依靠才艺表演以维持生计。
王寿福在歌唱方面天赋异禀。1933年，年仅16岁的王寿福便被哥伦比亚唱片公司录用并录制了《不要哭泣》和《感叹》两首歌曲。凭借出色的演唱，她迅速走红，成为当时朝鲜总督府治下第一位妓生出身的大众流行歌手。与此同时，同样以妓生身份出道的鲜于一扇，与王寿福并称为艺妓出身流行歌手的乐坛双璧。
1934年1月9日，京城广播电台向日本全国播放了她演唱的《阿里郎》等朝鲜民谣。1935年，在朝鲜半島发行的《三千里》杂志举办了一场人气投票活动，王寿福击败了同为乐坛红人的李兰影、全玉等人，斩获榜首，被广泛称为“流行歌女王”。1936年，事业处于巅峰的王寿福前往日本的东京的上野音乐学院（今上野学园大学），随后，她选择接受意大利女高音歌唱家贝尔特拉梅利（Yoshiko Beltramelli）的私人课程，进修意大利美声唱法。随后，她转型为专攻次女高音的美声歌手，创新地使用西洋声乐技巧演唱朝鲜民谣。1939年4月9日，王寿福在接受大阪朝日新闻的专题采访时表示：“就像崔承喜女士振兴了朝鲜舞蹈一样，我也希望通过歌唱振兴朝鲜民谣。（최승희씨가 조선무용을 살린 것처럼 나는 조선의 민요를 많이 노래하고 싶습니다.）”
1942年，日本在二战战线上日益吃紧，为镇压朝鲜半岛的朝鲜民族独立运动，昭和天皇宣布禁止朝鲜语的使用，任何除了歌颂日本在朝鲜半岛统治以外的歌曲皆被限制。王寿福认为使用日语演唱朝鲜民谣是一种背叛，无法接受，因此退出了歌坛。同年5月25日，她的丈夫李孝石因结核性脑膜炎病逝，王寿福全程陪伴在侧。李孝石去世后，她与经济学家金光镇结婚。二战结束后，金光镇选择北上朝鲜，王寿福随其丈夫定居于平壤，并最终二人成为了朝鲜民主主义人民共和国的公民
。

## 朝鲜民主主义人民共和国时期
随着日本战败，朝鲜半岛脱离日本的统治，艺术活动也摆脱了日本施加的语言控制。1945年起，王秀福在朝鲜音乐家同盟中央委员会担任民谣讲师，随后在1953年她受朝鲜中央广播委员会的邀请，成为朝鲜官方专属歌手，重启中断多年的歌唱生涯。
1955年，她加入朝鲜国立交响乐团担任声乐歌手。在此期间，王寿福演唱了《新阿里郎》和《柳树垂》等歌曲，并获得了朝鲜民众广泛的欢迎和喜爱，她也在此时前往苏联进行了为期一个月的演出。1959年，此时43岁的王寿福因其优异的成绩被授予“功勋演员”称号。王寿福在此期间倡议朝鲜艺术家进行“户外广播演出”，并表示她非常高兴朝鲜当局的对她的提议的认可。王寿福认为自己的歌曲不仅能够在朝鲜境内传播，还可以传到韩国，让那里的民族同胞也能听见。在随后的六十年代到七十年代，王寿福响应政府的号召，参与了朝鲜政府的经济宣传艺术活动，前往朝鲜的生产线上为劳动者歌唱211。1965年5月10日，王寿福与丈夫金光镇现身朝韩边境的板门店朝韩非军事区，并接受了韩国媒体的采访。她提到自己在朝鲜分裂前曾是首尔的歌手，如今仍在北方从事表演，并参与广播节目。
王寿福在1960年至1980年间担任朝鲜音乐家联盟中央委员，并多次受到朝鲜时任最高领袖金日成和金正日的青睐，在其60岁、70岁和80岁的生日宴会上得到了皆得到了朝鲜领导人金日成和金正日的祝福。王寿福是“主体声乐化”的发展的主要推动者，她结合了西方古典声乐技巧与朝鲜民族本土民谣元素，强调声音的清晰与美丽，为朝鲜国民声乐模式的形成提供了基础。1997年，王寿福在八十大寿之际举办了一场民谣朗诵会。此后，她逐渐淡出公众视野，但仍受到朝鲜政府的高度重视。2003年6月1日，王寿福在平壤去世，终年86岁，并被安葬于爱国烈士陵。

## 作品
| 年代或年份  | 朝鲜语名称  | 中文名称   | 备注                             |
| ----------- | ----------- | ---------- | -------------------------------- |
| 1933年      | 고도의 정한 | 高山的深情 |                                  |
| 1933年      | 인생의 봄   | 人生的春天 | 首张专辑之一，销量破百万张       |
| 1933年      | 울지 말아요 | 不要哭泣   | 出道成名作之一                   |
| 1934年      | 아리랑      | 阿里郎     |                                  |
| 1935年      | 감탄        | 感叹       |                                  |
| 1950年代    | 신아리랑    | 新阿里郎   |                                  |
| 1950年代    | 능수버들    | 柳树垂     |                                  |
| 1950年代    | 그리운 강남 | 怀乡的江南 |                                  |
| 1950年代    | 울산 타령   | 蔚山打令   |                                  |
| 1950-60年代 | 뻐꾹새      | 布谷鸟     |                                  |
| 1997年      | 뻐꾹새      | 布谷鸟     | 在王寿福八十岁生日宴独唱会上重演 |